# Ronald Kabíček
Ronald Kabíček (né en 1972) est un auteur de bande dessinée norvégien. En 2014, Egmont Comics Nordic publie sa bande dessinée d'aventure humoristique Krüger & Krogh (no), réalisée avec ses amis animateurs Endre Skandfer et Bjarte Agdestein.

## Distinction
- 2014 : Prix Pondus de pour Krüger & Krogh (no) (avec Endre Skandfer et Bjarte Agdestein)
- 2015 : Prix Sproing de la meilleure bande dessinée norvégienne pour Krüger & Krogh (avec Endre Skandfer et Bjarte Agdestein)